# Raseborgs stadsvapen

Raseborgs stadsvapen

Raseborgs stadsvapen är det heraldiska vapnet för Raseborg i det finländska landskapet Nyland. Vapnet har utformats av grafikern och heraldikern Henrik Strömberg år 2009 när Ekenäs, Karis och Pojo kommuner slogs samman och grundade staden Raseborg. Vapnet består av en grön sköld med åtta vitsippor i ring. Högst upp finns det en murkrona med fem torn. Vapnet fastställdes 1 januari 2009.
Vitsipporna representerar, förutom den bördiga marken, även den moderna tiden, mångfalden och sammanhållningen inom området som ingalunda bara är tre orter som slås samman. Ursprungligen ingick åtta socknar i det forna Raseborgs län. Murkronan högst upp är en symbolen för gamla traditioner och bygdens långa historia.
Blasoneringen är: "I grönt fält åtta vitsippsblommor, ställda i en ring, med kronbladen i silver och gyllene pistiller".
Murkronan är ett tillägg till ett vapen, ett slags rangtecken, så vapnet kan lika väl framställas också utan murkrona.

Raseborgs stad har också en egen flagga och vimpel.

Raseborgs flagga.
Raseborgs vimpel.